# Історія Землі

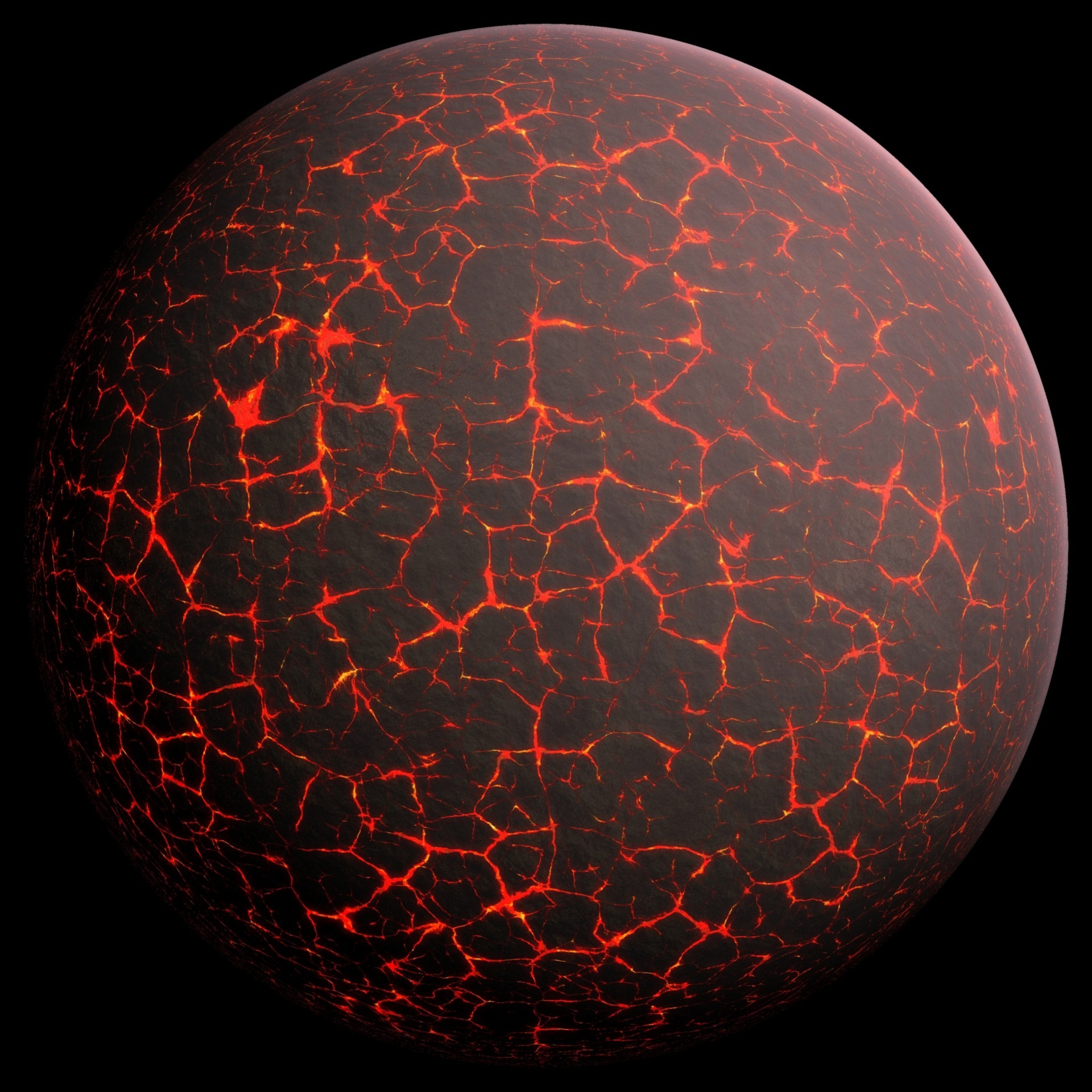
Поверхня Землі, коли вона була набагато гарячішою і непридатною для життя, в уяві художника

Геологічний час у вигляді діаграми, яка показує відносні розміри епох в історії Землі

Історія Землі описує найважливіші події та основні етапи розвитку планети Земля від часу її утворення і до наших днів. Майже всі галузі природознавства зробили свій внесок у розуміння основних подій минулого Землі. Вік Землі становить приблизно одну третину віку Всесвіту. За цей проміжок часу відбулась величезна кількість біологічних та геологічних змін.
Земля утворилася близько 4,60 млрд років тому шляхом акреції з протопланетного диску, дископодібної маси газу та пилу, які залишились від утворення Сонця, яка і дала початок Сонячній системі. Вулканічна дегазація створила первинну атмосферу, але в ній майже не було кисню і вона була б токсичною для людей і сучасного життя в цілому. Більша частина Землі була розплавленою через активний вулканізм та часті зіткнення з іншими космічними об'єктами. Одне з таких великих зіткнень, згідно з припущеннями, призвело до нахилу земної осі й формуванню Місяця. Згодом такі космічні бомбардування припинилися, що й дало змогу планеті охолонути й утворити тверду кору. Доставлена на планету кометами й астероїдами вода сконденсувалась у хмари та океани. Земля стала придатною для життя,а найбільш ранні його форми збагатили атмосферу киснем. Принаймні перший мільярд років життя на Землі існувало в малих і мікроскопічних формах. Приблизно 580 млн років тому виникло складне багатоклітинне життя, а під час кембрійського періоду воно пережило процес швидкої диверсифікації в більшість основних типів. Майже 6 млн років тому від гомінід відділилась лінія гомініні, що привело до появи шимпанзе (наших найближчих родичів) і згодом — сучасної людини.
Від часу формування планети на ній безперервно відбуваються біологічні й геологічні зміни. Організми розвиваються, набувають нові форми або вимирають. Процес тектоніки плит відіграє важливу роль у формуванні океанів і континентів Землі, а також життя, якому вони дають притулок. Біосфера, в свою чергу, істотно вплинула на атмосферу та інші абіотичні умови на планеті, такі, як утворення озонового шару, поширення кисню, а також створення ґрунту. Хоча люди не здатні сприймати це через відносно короткий період їхнього життя, зміни тривають і триватимуть упродовж наступних мільярдів років.

## Геохронологічна шкала
Історія Землі в хронологічному порядку, організована в таблицю, відома як геохронологічна шкала. Шкала поділена на інтервали на основі стратиграфічного аналізу.

## Формування Сонячної системи

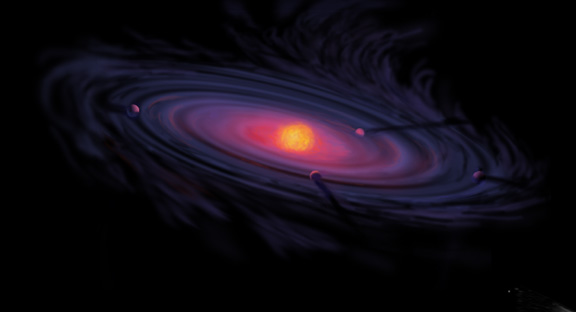
Протопланетний диск в уяві художника

Стандартною моделлю формування Сонячної системи (в тому числі Землі) є гіпотеза сонячної туманності. Згідно з цією теорією Сонячна система утворилася з великої хмари міжзоряного пилу й газу, що оберталася (вона називається сонячною туманністю). Хмара складалася з водню й гелію, утворених невдовзі після Великого вибуху 13,7 млрд років тому, і більш важких елементів, викинутих надновими.
Приблизно 4,5 млрд років тому туманність почала скорочуватись, можливо, це спричинила ударна хвиля наднової неподалік. Ударна хвиля також могла бути створена обертанням туманності. Коли хмара почала прискорюватись, її кутовий момент, гравітація та інерція сплюснули її в протопланетний диск перпендикулярно до її осі обертання. Внаслідок зіткнень великих уламків один з одним почали формуватися протопланети, що оберталися навколо центру туманності.
Речовина в центрі туманності, не маючи великого кутового моменту, стиснулася і нагрілася, через це почався ядерний синтез водню в гелій. Після ще більшого скорочення, зірка типу T Тельця спалахнула й перетворилася на Сонце. Тим часом у внутрішній області туманності гравітація викликала процес конденсації навколо збурення густини й частинок пилу, а друга частина протопланетного диску почала розділятися на кільця. У процесі, відомому як акреція, частинки пилу й уламки злипаються разом у більші фрагменти, утворюючи планети. Так формується Земля майже 4,60 млрд років тому (з похибкою 1 %). Цей процес в основному завершився 10–20 млн років тому. Сонячний вітер новоутвореної зірки типу Т Тельця очистив більшу частину матерії на диску, яка ще не сконденсувалася в більших тілах. Той самий процес створюватиме акреційні диски навколо майже всіх новоутворених зірок у Всесвіті, у деяких з цих зірок з'являться планети.
Прото-Земля збільшилася за рахунок акреції, поки її поверхня була достатньо гарячою, щоб розплавляти важкі, сидерофільні елементи. Метали, маючи вищу густину, ніж силікати, занурилися всередину Землі. Ця залізна катастрофа призвела до розділення на примітивну мантію і металічне ядро через лише 10 млн років після того, як планета почала формуватися, створивши шарувату структуру Землі і сформувавши її магнітне поле. Перша атмосфера Землі, захоплена з сонячної туманності, складалася з легких (атмофільних) елементів сонячної туманності, переважно водню й гелію. Поєднання сонячного вітру і високої температури поверхні новоутвореної планети стали причиною втрати частини атмосфери, внаслідок чого в ній тепер відсоткове співвідношення цих елементів до більш важких є нижчим, ніж у космічному просторі.

## Геологічна історія Землі
Геологічна історія Землі — послідовність подій у її розвитку як планети: від утворення гірських порід, виникнення й руйнування форм рельєфу, занурення суші під воду, відступання моря, зледеніння, до появи і зникнення тварин і рослин та інших подій геохронологічної шкали часу. Шкала створювалася здебільшого на основі вивчення шарів гірських порід планети (стратиграфія).
Спочатку Земля була розплавлена й розжарена через сильний вулканізм та часті зіткнення з іншими тілами. Та згодом зовнішній шар планети охолоджується і перетворюється на земну кору. Трохи пізніше, в результаті зіткнення по дотичній з небесним тілом, розміром, як Марс, і масою до 10 % земної, утворився Місяць. У підсумку більша частина речовини об'єкта, що вдарився, і частина речовини земної мантії були викинуті на навколоземну орбіту. З цих уламків зібрався прото-Місяць і почав обертатися по орбіті з радіусом майже 60 000 км. Земля після удару стала швидше обертатися, здійснюючи один оберт за 5 годин, і помітно нахилилася її вісь обертання. Дегазація та вулканічна активність створили першу атмосферу на Землі. Конденсація водяної пари, а також лід з комет, що зіштовхувалися із Землею, утворили океани.
Упродовж сотень мільйонів років поверхня планети весь час змінювалася, континенти формувались і розпадались. Вони мігрували по поверхні, іноді об'єднуючись і формуючи суперконтинент. Приблизно 750 млн років тому суперконтинент Родинія, найбільш ранній з відомих, почав розпадатися. Пізніше (600—540 млн років тому) континенти сформували Паннотію і нарешті — Пангею, яка розпалася 180 млн років тому.
Сучасна льодовикова ера почалася майже 40 млн років тому й посилилася наприкінці пліоцену. Полярні регіони відтоді зазнали повторюваних циклів зледеніння й танення, які повторювались через кожні 40–100 тис. років. Остання льодовикова епоха поточного льодовикового періоду закінчилась близько 10 000 років тому.

## Вік Землі
Вік Землі — час, який минув після утворення Землі як самостійного планетарного тіла. Згідно з сучасними науковими даними вік Землі становить 4,60 млрд років (4.60× 109 років ± 1 %).
Ці дані ґрунтуються на радіометричному датуванні віку метеоритної речовини й узгоджуються з віком найстаріших земних і місячних зразків.
Після наукової революції і розвитку методів радіометричного датування віку виявилось, що чимало зразків мінералів має вік понад мільярд років. Найстарші з досі знайдених — дрібні кристали циркону з Джек Хілз у Західній Австралії — їхній вік щонайменше 4404 млн років.
На основі порівняння маси і світимості Сонця та інших зірок було зроблено висновок, що Сонячна система не може бути набагато старшою від цих кристалів.
Конкреції, багаті кальцієм та алюмінієм, які трапляються в метеоритах — найстаріші відомі зразки, які сформувалися в межах Сонячної системи: їхній вік 4568 млн років, що дає можливість встановити вік Сонячної системи й верхню межу віку Землі.
Існує гіпотеза, що формування Землі почалось невдовзі після утворення кальцій-алюмінієвих конкрецій та метеоритів. Оскільки точний час утворення Землі невідомий і різні моделі дають розбіжності від кількох мільйонів до 100 млн років, точний вік планети важко визначити. Крім того, важко визначити абсолютно точний вік найстаріших порід, що виходять на поверхню Землі, оскільки вони складені з мінералів різного віку.

## Історія життя на Землі

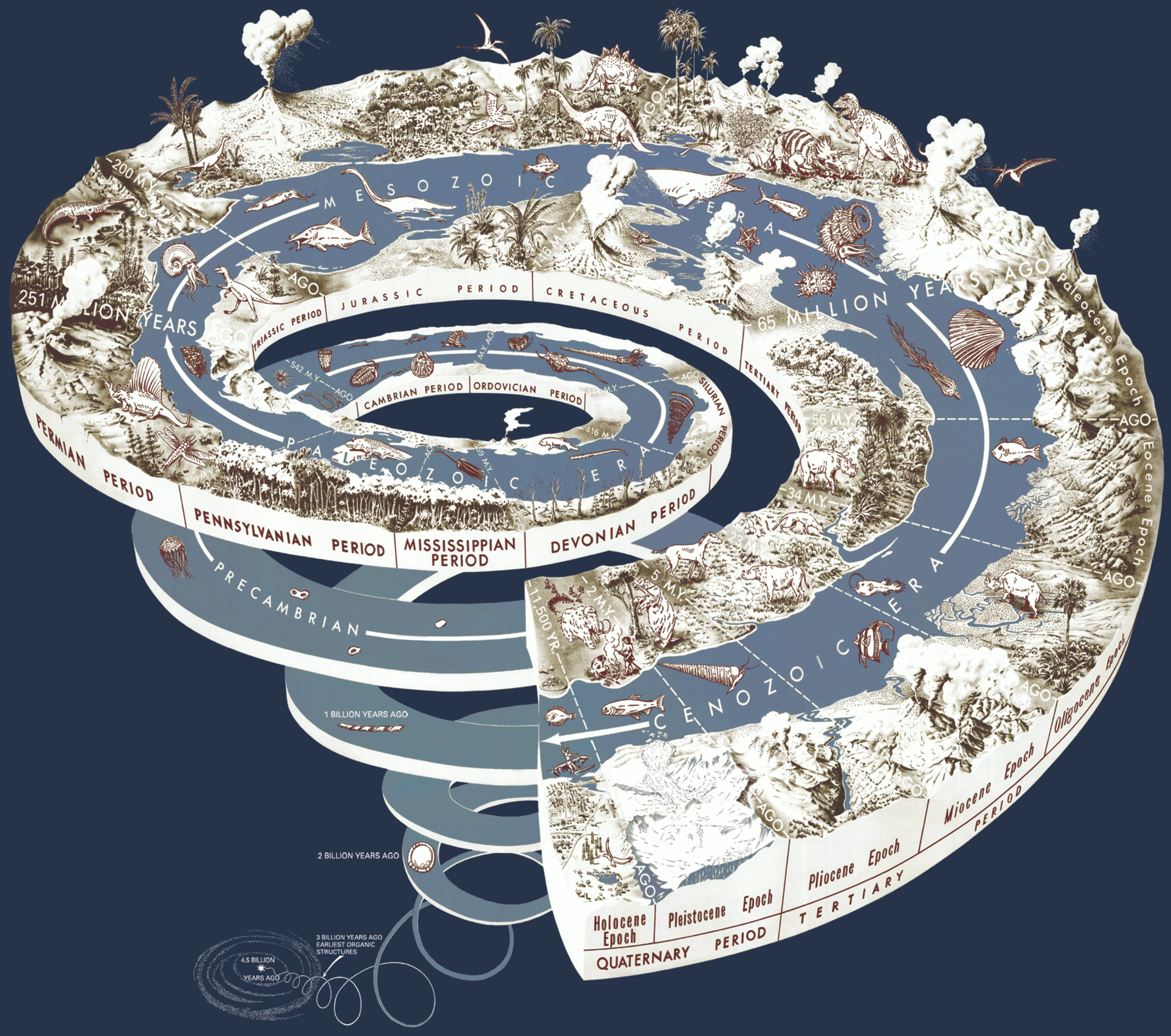
Хронологія еволюції.

Історія життя на Землі почалася від часу появи першої живої істоти — 3,7 млрд років тому — і триває досі. Подібність між усіма організмами вказує на наявність спільного предка, від якого походить решта живих істот.
Ціанобактеріальні мати та археї були домінантною формою життя на початку архейського еону і були величезним еволюційним кроком того часу. Кисневий фотосинтез, який з'явився майже 2500 млн років тому, зрештою призвів до оксигенації атмосфери, яка почалася приблизно 2400 млн років тому.
Найбільш ранні свідчення еукаріот датуються 1850 млн років тому, хоча, можливо, вони з'явились раніше — диверсифікація еукаріот прискорилась, коли вони почали використовувати кисень у метаболізмі.
Пізніше, приблизно 1700 млн років тому, почали з'являтися багатоклітинні організми з диференційованими клітинами для виконання спеціалізованих функцій.
Майже 1200 млн років тому з'являються перші водорості, а вже приблизно 450 млн років тому — перші вищі рослини.
Безхребетні тварини з'явилися в едіакарійському періоді, а хребетні виникли 525 млн років тому під час кембрійського вибуху.
Під час пермського періоду з великих хребетних переважали синапсиди — можливі предки ссавців, але події пермського вимирання (251 млн років тому) знищили 96 % усіх морських видів і 70 % наземних видів хребетних, у тому числі й синапсидів. У періоді відновлення після цієї катастрофи, архозаври стали найбільш поширеними наземними хребетними і витіснили терапсид у середині тріасу. Наприкінці тріасу архозаври дали початок динозаврам, які домінували впродовж юрського та крейдового періодів. Предки ссавців у той час були невеликими комахоїдними тваринами. Після крейдово-палеогенового вимирання 65 млн років тому всі динозаври вимерли, залишивши після себе еволюційну гілку, яка пішла від них — птахів. Після цього ссавці почали швидко збільшуватися в розмірах і різноманітності, оскільки тепер з ними майже ніхто не конкурував. Такі масові вимирання, можливо, прискорювали еволюцію, надаючи можливість новим групам організмів до диверсифікації.
Викопні рештки показують, що квіткові рослини з'явилися в ранньому крейдовому періоді (130 млн років тому) і, ймовірно, допомогли еволюціонувати запилюючим комахам.
Суспільні комахи з'явилися приблизно в той же час, що й квіткові рослини. Хоча перші займають лише невелику частину «родоводу» комах, нині вони становлять більше половини їхньої загальної кількості.
Люди належать до приматів, які почали ходити вертикально 6 млн років тому. Хоча розмір мозку їхніх предків був приблизно таким самим, як і в інших гомінід, наприклад, шимпанзе, він почав збільшуватися 3 млн років тому.

## Катархей та архей
Перший еон в історії Землі, Катархей, починається з формування Землі і триває до архейського еону 3,8 млрд років тому.:145 Найдавніші знайдені на Землі породи датуються приблизно 4,0 млрд років, а найстаріший уламковий кристал циркону в скелі близько 4,4 млрд років, невдовзі після утворення земної кори і самої Землі. Гіпотеза гігантського зіткнення для формування Місяця стверджує, що невдовзі після формування початкової кори прото-Земля зіткнулася з меншою протопланетою, внаслідок чого в космос була викинута частина мантії і кори та утворився Місяць.
Використовуючи метод підрахунку кратерів на інших небесних тілах, можна зробити висновок, що період інтенсивної дії метеоритів, який називається пізнім важким бомбардуванням, був близько 4,1 млрд років тому й закінчився приблизно 3,8 млрд років тому, наприкінці Катархею. Крім того, був сильний вулканізм у зв'язку з великим потоком тепла й геотермальним градієнтом.
Однак вивчення уламкових кристалів циркону віком 4,4 млрд років показало, що вони піддавалися контакту з рідкою водою, і вважається, що планета вже мала океани й моря в той час.
До початку архею Земля істотно охолодилась. Більшість сучасних форм життя не змогла б існувати в первинній атмосфері, в якій не вистачало кисню і не було озонового шару. Однак вважається, що первинне життя почало розвиватися на початку архею, з кандидатом у скам'янілості, датованим майже 3,5 млрд років. Деякі вчені навіть вважають, що життя могло з'явитися на початку Катархею, ще 4,4 млрд років тому, можливо, зберігшись у пізній період важкого бомбардування в гідротермальних джерелах під поверхнею Землі.

### Поява Місяця

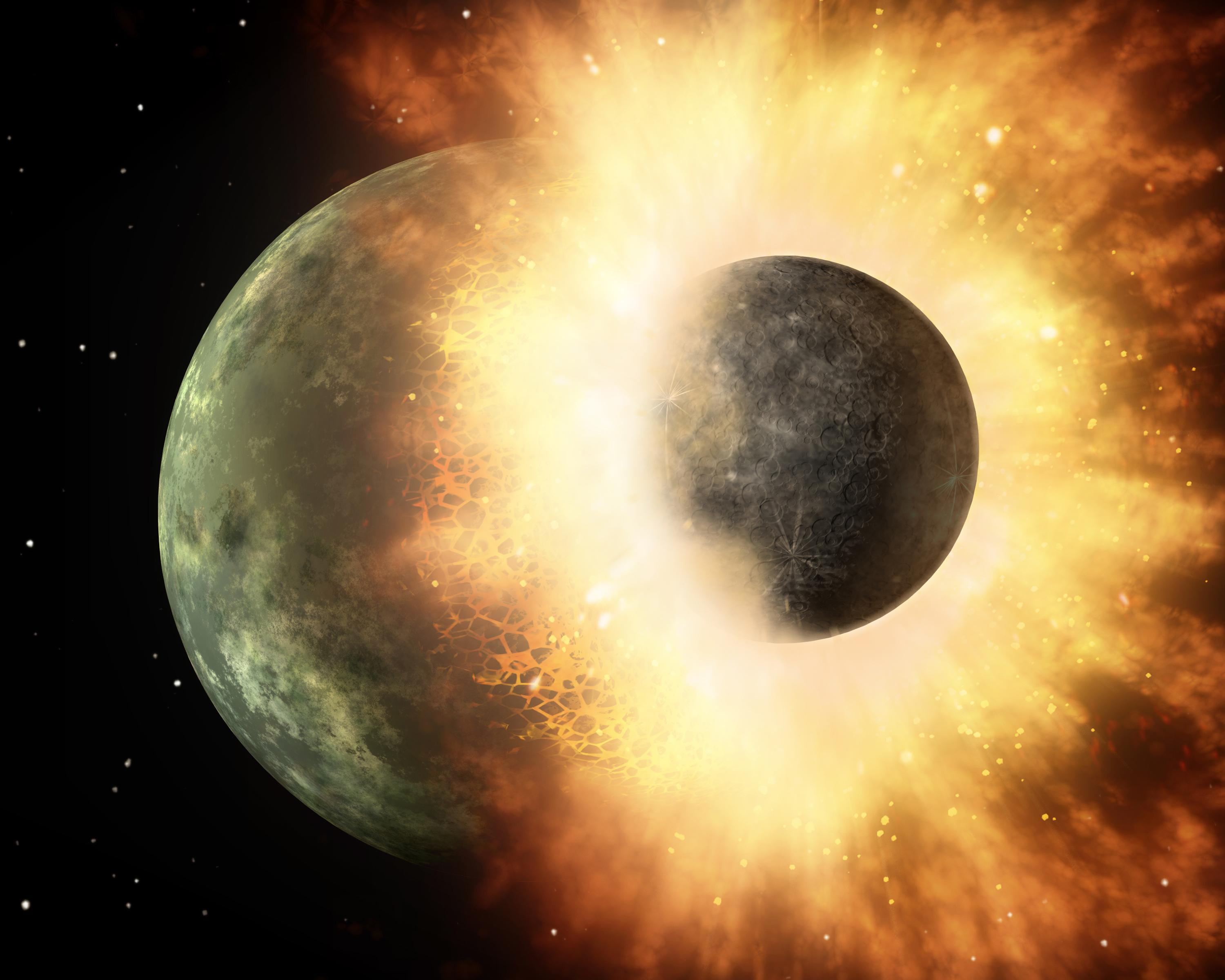
Зіткнення Землі з планетою Тейя в уяві художника.

Докладніше: Місяць та Модель ударного формування Місяця
Відносно великий природний супутник Землі, Місяць, більший по відношенню до своєї планети, ніж будь-який інший супутник у Сонячній системі. Під час програми «Аполлон» з поверхні Місяця були доставлені на Землю гірські породи.
Радіометричне датування цих порід показало, що Місяцю 4,53 ± 0,01 млрд років, і виник він принаймні через 30 млн років після того, як Сонячна система була сформована.
Нові дані свідчать про те, що Місяць сформувався ще пізніше, 4.48 ± 0,02 млрд років тому, або майже 70–110 млн років після утворення Сонячної системи.
Теорії формування Місяця мають пояснити його пізнє формування, а також такі факти як низька густина Місяця (в 3,3 рази більша, ніж вода, у порівнянні з 5,5 Землі), невелике металеве ядро, відсутність води або інших летких речовин, а також наявність однакових ізотопних підписів кисню (відносний вміст ізотопів кисню).
З теорій, які були запропоновані для пояснення цих фактів, тільки одна широко визнана: гіпотеза гігантського зіткнення припускає, що Місяць з'явився внаслідок того, що об'єкт розміром з Марс ударив по прото-Землі ковзним ударом.:256
Внаслідок зіткнення цього об'єкта, який іноді називають Тейя, із Землею вивільнилося приблизно в 100 млн разів більше енергії, ніж внаслідок процесу, що спричинив вимирання динозаврів.
Цього було достатньо для випаровування деяких зовнішніх шарів Землі та розплавлення обох тіл.:256 Частина мантії була викинута на орбіту навколо Землі. Ця гіпотеза пояснює, чому Місяць мав нестачу металічного матеріалу, та пояснює його незвичайний склад. Речовина, викинута на орбіту навколо Землі, могла сконденсуватися в єдине тіло впродовж кількох тижнів. Під впливом власної маси викинутий матеріал набув сферичної форми й утворився Місяць.

### Перші континенти
Конвекція в мантії, процес, який керує тектонікою плит нині, є результатом теплового потоку з надр Землі до її поверхні.:2
Вона включає в себе утворення твердих тектонічних плит у серединно-океанічних хребтах. Ці плити руйнуються субдукцією в мантії в зонах субдукції.
На початку архею (близько 3,0 млрд років) у мантії було набагато спекотніше, ніж тепер, імовірно, приблизно 1600 °C,:82 тобто конвекція в мантії відбувалася швидше. Тому процес, подібний до сучасної тектоніки плит, також мав відбуватися швидше. Не виключено, що в час катархею та архею зон субдукції було більше, і тому тектонічні плити були меншими.:258
Первинна кора, утворена на поверхні Землі при першому затвердінні, повністю зникла через цю швидку тектоніку плит у катархеї та інтенсивну дію пізнього важкого бомбардування. Проте вважається, що вона мала базальтовий склад, як і океанічна кора нині, тому що диференціація кори ще не відбулася.:258 Перші великі ділянки континентальної кори, які є продуктом диференціації легких елементів у результаті часткового плавлення в нижній корі, з'явились наприкінці катархею, приблизно 4,0 млрд років тому. Те що залишилося від цих перших невеликих континентів називають кратонами. Ці частини кори пізнього катархею і раннього архею формують ядра, навколо яких згодом виросли континенти.
Найдавніші породи на Землі знайдено в Північно-американському кратоні в Канаді. Це тоналіти віком майже 4,0 млрд років. Вони мають сліди впливу високих температур, а також осадові зерна, які були заокруглені ерозією під час переміщення по воді, що є доказом існування річок та морів у той час. Кратони складаються переважно з двох террейнів, які чергуються між собою.
Перші, так звані зеленокам'яні пояси, складаються з низькосортних метаморфізованих осадових порід. Ці «зелені камені» схожі на відклади, які тепер можна знайти в океанічних впадинах вище зони субдукції. У зв'язку з цим зелені камені інколи розглядаються як свідчення субдукції в археї. Другий тип є комплексом з кислих магматичних порід. Ці породи, тоналіт, трондієміт чи гранодіорит, близькі за складом до граніту (звідси такі террейни називають TTG-террейнами). TTG-комплекси розглядаються як релікти першої континентальної кори, утворені внаслідок часткового розплавлювання в базальтах.:Chapter 5

### Атмосфера і океани

Графік зміни парціального тиску кисню протягом геологічної історії

Часто кажуть, що Земля мала три атмосфери. Перша атмосфера, захоплена з сонячної туманності, складалася з легких (атмофільних) елементів сонячної туманності, здебільшого водню та гелію. Поєднання сонячного вітру і тепла Землі призвели до втрати атмосфери, внаслідок чого в атмосфері у наш час міститься відносно менше цих елементів у порівнянні з космічним простором. Друга атмосфера сформувалася в результаті зіткнення і подальшої вулканічної діяльності. В цій атмосфері було багато парникових газів, але мало кисню.:256 І, нарешті, третя атмосфера, багата киснем, виникла, коли бактерії почали виробляти кисень приблизно 2,8 млрд років тому.:83–84,116–117
У ранніх моделях формування атмосфери і океану друга атмосфера була сформована внаслідок дегазації летких речовин з надр Землі. Тепер вважається більш імовірним, що багато летких речовин з'явилися під час акреції внаслідок процесу, відомого як дегазація при зіткненні, в якому тіла, що зіштовхувалися, випаровуються при ударі. Тому океан і атмосфера почали формуватися як тільки Земля сформувалась. Нова атмосфера, ймовірно, містила водяну пару, вуглекислий газ, азот і невеликі кількості інших газів.
Планетозималь на відстані 1 астрономічної одиниці (а.о.), відстані Землі від Сонця, можливо, не сприяє існуванню води на Землі, тому що сонячна туманність була занадто гарячою для льоду, а гідратація порід у водяну пару потребуватиме занадто багато часу.
Вода має бути доставлена метеоритами з зовнішнього поясу астероїдів і деякими великими зародками планет, що перебували на відстані понад 2,5 а.о. Комети також могли зробити свій внесок.
Хоча більшість комет у наш час перебуває на орбітах далі від Сонця, ніж Нептун, комп'ютерне моделювання показує, що вони спочатку були набагато поширенішим явищем у внутрішній частині Сонячної системи.:130-132
З охолодженням планети утворилися хмари. Дощ створив океани. Останні дані свідчать, що океани, можливо, почали формуватися ще 4,4 млрд років тому. До початку архею вони вже вкрили Землю. Настільки раннє утворення було важко пояснити через проблему, відому як парадокс слабкого молодого Сонця. Зорі стають яскравішими, коли старіють, і під час формування Землі Сонце випромінювало лише 70 % його теперішньої енергії. Багато моделей передбачають, що Земля була б укрита льодом. Ймовірно, рішенням є те, що в атмосфері було достатньо вуглекислого газу й метану для утворення парникового ефекту. Вулкани виробляли вуглекислий газ, а рані мікроби — метан. Інший парниковий газ, аміак, викидався вулканами, але швидко руйнувався під дією ультрафіолетового випромінювання.:83

### Походження життя
Докладніше: Походження життя на Землі
Одна з причин інтересу до ранніх атмосфери та океану полягає в тому, що вони формують умови виникнення життя. Існує багато моделей, але мало згоди в тому, як з неживих хімічних речовин виникло життя. Хімічні системи, які були створені в лабораторіях, усе ще відстають від мінімальної складності для живого організму.
Першим кроком до появи життя, мабуть, були хімічні реакції, які утворювали багато простих органічних сполук, включаючи нуклеїнові і амінокислоти, які є будівельними блоками життя.
Експеримент Стенлі Міллера і Гарольда Юрі в 1953 році показав, що такі молекули можуть утворюватися в атмосфері, насиченій водою, метаном, аміаком і воднем, з допомогою електричної іскри, яка імітувала ефект блискавки. Незважаючи на те, що склад атмосфери Землі, ймовірно, відрізнявся від складу, який використовувався Міллером та Юрі, в наступних експериментах з більш реалістичним складом також вдалося синтезувати органічні молекули. Комп'ютерне моделювання показало, що органічні молекули могли утворитися в протопланетному диску до утворення Землі.
Наступний етап у походженні життя може бути вирішений принаймні однією з трьох можливих відправних точок: самовідтворення — здатність організму утворювати потомство дуже схоже на себе; обмін речовин — здатність живитися й відновлювати себе; і клітинні мембрани — дають змогу споживати поживні речовини й виводити відходи, але виключають потрапляння небажаних речовин.

#### Спочатку відтворення: РНК-світ

Реплікатором в практично всіх відомих формах життя є дезоксирибонуклеїнова кислота. ДНК є набагато складнішою, ніж первинний реплікатор

Навіть найпростіші члени трьох сучасних доменів життя використовують ДНК, щоб записати свої «рецепти» в генетичну пам'ять і складний комплекс РНК та білкових молекул, щоб «читати» ці інструкції і використовувати їх для росту, підтримання життя та самовідтворення.
Відкриття того, що деякі типи молекули РНК, які називаються рибозимами, можуть каталізувати як самовідтворення, так і будівництво білків, привело до появи гіпотези, що ранні форми життя базувалися виключно на РНК. Вони могли утворити світ РНК, у якому були особи, а не види, а мутації і горизонтальне перенесення генів означали б, що потомство в кожному поколінні, цілком ймовірно, мало геноми, відмінні від тих, які були в їх батьків. РНК пізніше була замінена на ДНК, яка є стабільнішою і, отже, можна побудувати довші геноми, розширюючи спектр можливостей, які може мати єдиний організм. Рибозими залишаються основними компонентами рибосом, «фабрики білка» сучасної клітини.
Попри те, що короткі самовідтворювані молекули РНК були штучно отримані в лабораторії, виникли сумніви, що небіологічний синтез РНК можливий у природі.
Перші рибозими могли бути утворені з найпростіших нуклеїнових кислот, таких як ПНК, ТНК і
ГНК, які були б пізніше замінені на РНК. Також були запропоновані інші до-РНК реплікатори, в тому числі кристали:150 й навіть квантові системи.
У 2003 році було висунуто припущення, що пористий преципітат сульфідів металів сприятиме синтезу РНК при температурі до 100 °C і тискові, як на океанічному дні поблизу гідротермальних джерел.
У цій гіпотезі ліпідні мембрани з'являться останніми з основних компонентів клітини, а до того часу прото-клітини будуть обмежуватися використанням пор.

#### Спочатку метаболізм: залізо-сірчаний світ
Інша давня гіпотеза полягає в тому, що перше життя складається з білкових молекул. Амінокислоти, будівельні блоки білків, легко синтезуються в правдоподібних передбіотичних умовах, як і малі пептиди (полімери амінокислот), які утворюють добрі каталізатори.:295–297 Серії експериментів, проведених від 1997 року, показали, що амінокислоти і пептиди можуть утворюватися в присутності окису вуглецю і сірководню з сульфідом заліза і сульфідом нікелю як каталізаторів. Більшість з кроків для їх створення потребує температури до 100 °C і помірного тиску, хоча один етап потребує 250 °C і тиску, еквівалентного тому, який існує на глибині 7 км під землею. Тому самопідтримуваний синтез білків міг відбутися біля гідротермальних джерел.
Складність з метаболізмом як першим кроком полягає в тому, щоб знайти спосіб, з допомогою якого організми можуть розвиватися. Не маючи можливості самовідтворення, скупчення молекул повинні мати «композиційні геноми» (лічильники молекулярних видів у скупченнях) як цілі природного відбору. Проте останні моделі показують, що така система не може розвиватися у відповідь на природний відбір.

#### Спочатку мембрани: ліпідний світ
Було висловлено припущення, що, можливо, першим важливим кроком були «бульбашки» ліпідів з подвійними стінками, подібні до тих, які формують зовнішні мембрани клітин. Експерименти, які моделювали умови ранньої Землі, продемонстрували формування ліпідів і те, що вони можуть самовільно утворювати самовідтворювані «бульбашки» ліпосом з подвійними стінками. Хоча вони принципово не є інформаційними носіями, такими як нуклеїнові кислоти, вони можуть підпадати під дію природного відбору протягом їхнього життя й розмноження. Надалі всередині ліпосом можуть легше сформуватися нуклеїнові кислоти, такі як РНК, ніж якщо б вони були зовні.

#### Теорія глини
Деякі глини, зокрема монтморилоніт, мають властивості, які роблять їх правдоподібними прискорювачами для виникнення світу РНК: вони ростуть внаслідок самовідтворення їхньої кристалічної структури й підпорядковуються аналогу природного відбору (як глина «порода», яка росте швидше в певному середовищі та швидко стає домінуючою), а також можуть каталізувати утворення молекул РНК. Хоча ця ідея не набула наукового консенсусу, вона все ще має активних прихильників.:150–158
Дослідження в 2003 році показали, що монтморилоніт також може прискорити перетворення жирних кислот у «бульбашки», і те, що бульбашки можуть інкапсулювати РНК, додані до глини. Поглинаючи додаткові ліпіди, бульбашки можуть рости й ділитися. Подібні процеси, можливо, допомагали у формуванні перших клітин.
Схожа гіпотеза подає самовідтворювані багаті залізом глини як попередників нуклеотидів, ліпідів та амінокислот.

#### Останній спільний предок
Вважається, що з багатьох різних протоклітин вижила тільки одна лінія. Наявні дані показують, що філогенетичний останній універсальний спільний предок (LUCA) жив на початку архейського еону, можливо, 3,5 млрд років тому або раніше. Ця LUCA клітина є предком усіх сучасних живих істот на Землі. Це був, імовірно, прокаріот, який мав клітинну мембрану і, напевно, рибосоми, але без ядра або мембранної органели, такої як мітохондрії або хлоропласти. Як і всі сучасні клітини, він використовував ДНК як генетичний код, РНК для передачі інформації та синтезу білків і ферментів для каталізу реакцій. Деякі вчені вважають, що замість одного організму, який був останнім універсальним спільним предком, були популяції організмів, що обмінювалися генами, використовуючи горизонтальне перенесення генів.

## Протерозой
Протерозой тривав від 2,5 млрд до 542 млн років тому.:130 За цей проміжок часу кратони виросли до материків сучасних розмірів. Найважливішою зміною стала поява багатої киснем атмосфери. Життя пройшло шлях від прокаріот в еукаріоти і багатоклітинні форми. У відповідності до однієї з поширених гіпотез, у протерозої відбулося декілька потужних зледенінь, які називаються Земля-сніжка. Після останньої Землі-сніжка приблизно 600 млн років еволюція життя на Землі прискорюється. Майже 580 млн років тому едіакарська біота формує умови для кембрійського вибуху.

### Киснева революція

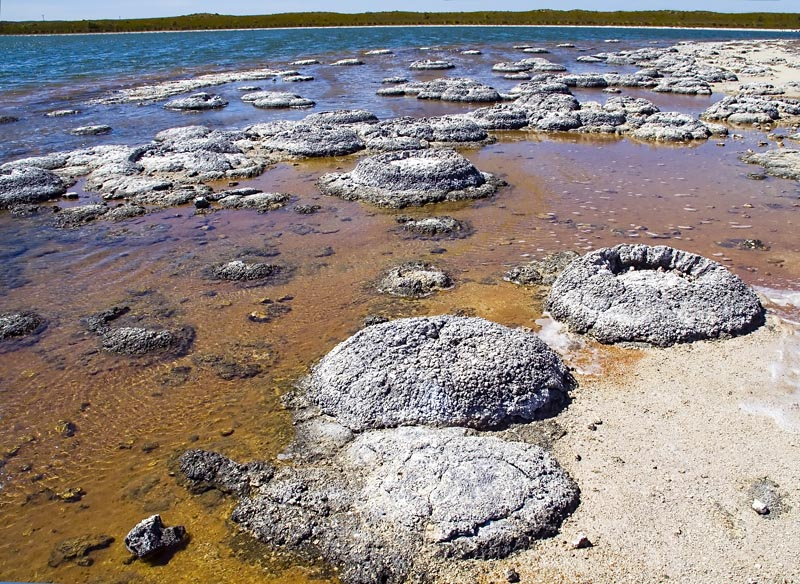
Літифіковані строматоліти на березі озера Тетіс, Західна Австралія. Архейські строматоліти перші прямі викопні сліди життя на Землі.

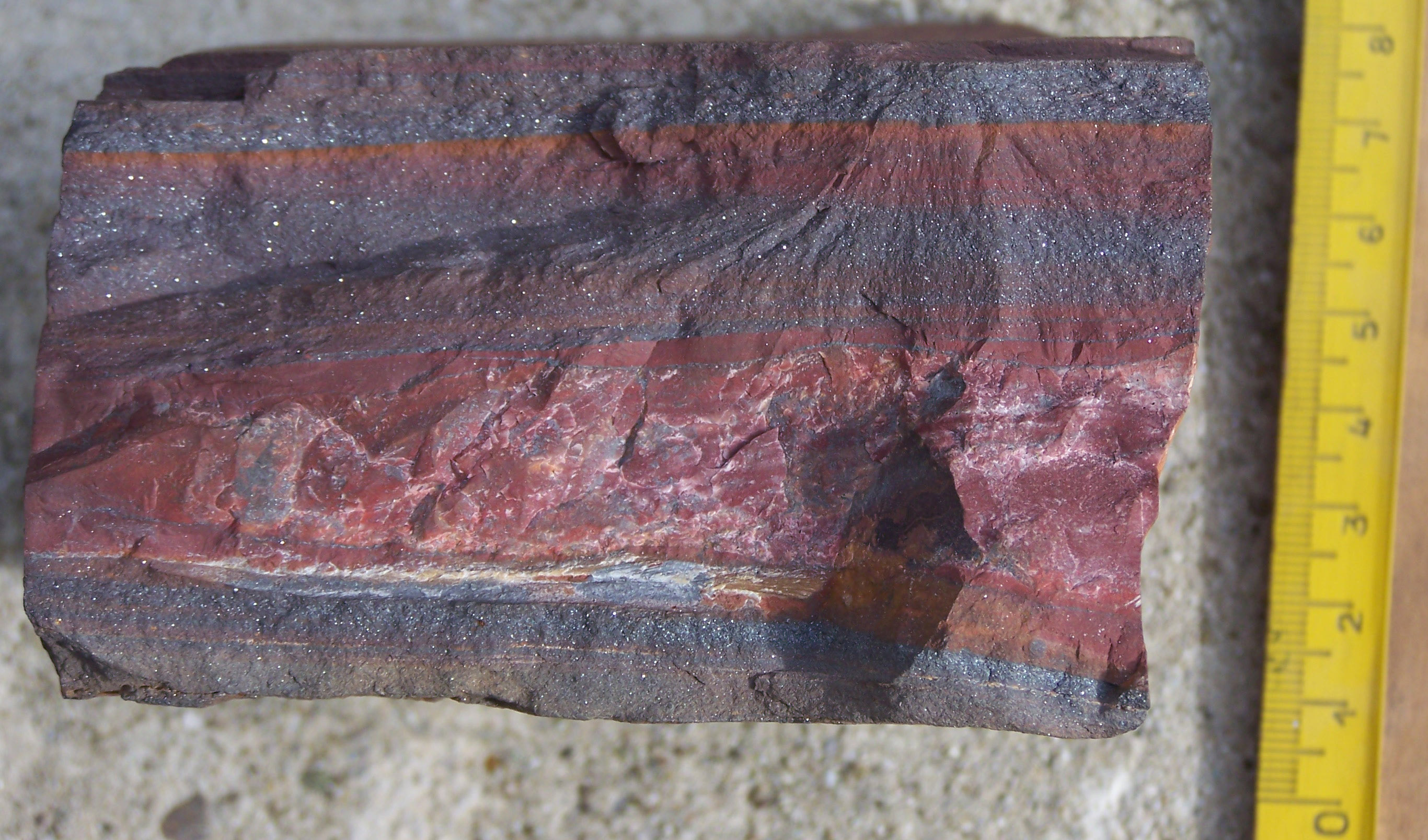
Залізисті формації 3,15 млрд років з групи Moories зеленокам'яного поясу Барбертону, Південна Африка. Червоні шари сформувалися в ті часи, коли кисень був доступний, сірі шари були сформовані в безкисневих умовах.

Перші клітини поглинали енергію і поживні речовини з довкілля. Вони використовували бродіння, розпад складніших сполук на менш складні з меншою енергією, і використовували вивільнену енергію для росту й розмноження. Бродіння може відбуватися тільки в анаеробному (безкисневому) середовищі. Поява фотосинтезу дала змогу клітинам виробляти свої власні продукти живлення.:377
Більша частина життя, яке вкриває поверхню Землі, залежить прямо або опосередковано від фотосинтезу. Найпоширеніша форма, кисневий фотосинтез, перетворює вуглекислий газ, воду і сонячне світло на поживні речовини.
Цей процес перетворює енергію сонячного світла на багаті енергією молекули, такі як АТФ, які потім забезпечують енергію, щоб виробляти цукор. Для доставки електронів в оборот, водень вилучається з води, відкидаючи кисень як побічний продукт. Деякі організми, зокрема пурпурові бактерії та зелені сірчані бактерії, використовують форму безкисневого фотосинтезу. Замість водню ці організми вилучають з води донори електронів, такі як сірководень, сірка та залізо. Такі організми переважно обмежуються життям в екстремальних умовах, у таких як гарячі й гідротермальні джерела.:379–382
Найпростіші безкисневі форми з'явилися приблизно 3,8 млрд років тому, невдовзі після появи життя. Час появи кисневого фотосинтезу є більш спірним, він, безумовно, з'явився близько 2,4 млрд років тому, але деякі дослідники відсувають час його появи до 3,2 млрд років. Пізніше «глобальна продуктивність, ймовірно, підвищилась принаймні на два або три порядки». Серед найстарших залишків форм життя, які виробляли кисень, є викопні строматоліти.
Спочатку вивільнений кисень зв'язувався вапняками, залізом та іншими мінералами. Окиснене залізо виглядає як червоний шар у геологічних пластах і називається залізистими формаціями. Ці шари утворюються у великій кількості протягом сидерійського періоду (між 2500 млн і 2300 млн років тому).:133 Коли більша частина вільних мінералів окислилась, кисень починає накопичуватися в атмосфері. Хоча кожна клітина виробляє тільки невелику кількість кисню, однак об'єднаний метаболізм багатьох клітин упродовж тривалого часу перетворює атмосферу Землі на її сучасний стан.
Це була третя земна атмосфера.:50–51:83–84,116–117
Під дією ультрафіолетового випромінювання деяка кількість кисню перетворюється в озон, який збирається в шар поблизу верхньої частини атмосфери. Озоновий шар поглинає значну частину ультрафіолетового випромінювання, яке колись вільно проходило через атмосферу. Це дало змогу клітинам колонізувати поверхню океану і, зрештою, землю. Без озонового шару ультрафіолетове випромінювання бомбардувало б суходіл і море та викликало б нестійкий рівень мутацій в клітинах.:219–220
Фотосинтез зумовив ще один важливий ефект. Кисень був токсичним, і чимало форм життя на Землі, ймовірно, вимерло, коли рівень кисню різко виріс у так званій кисневій катастрофі. Стійкі форми вижили й розквітли, а деякі розвинули здатність використовувати кисень, посиливши свій метаболізм та дістаючи більше енергії з того ж об'єму їжі.

### Земля-сніжка
Внаслідок природної еволюції Сонце давало дедалі більше світла в археї та протерозої, світність Сонця підвищується на 6 % кожен мільярд років.:165
У підсумку Земля почала отримувати більше тепла від Сонця в протерозої, однак вона не нагрівається. Геологічні записи показують, що на початку протерозою Земля істотно охолоджується.
Льодовикові відклади, знайдені в Південній Африці, датовані 2,2 млрд років, а дані палеомагнітних вимірювань вказують на їх розташування в районі екватора. Таким чином, зледеніння, відоме як Гуронське зледеніння, можливо, було глобальним. Деякі вчені вважають, що це й наступні протерозойські льодовикові періоди були настільки серйозними, що планета була повністю заморожена від полюсів до екватора. Ця гіпотеза називається Земля-сніжка.
Льодовиковий період приблизно 2,3 млрд років тому міг бути безпосередньо зумовлений збільшенням концентрації кисню в атмосфері, що привело до зменшення кількості метану (CH4) в ній. Метан є сильним парниковим газом, але з киснем реагує з утворенням CO2, менш ефективним парниковим газом.:172 Коли вільний кисень з'явився в атмосфері, концентрація метану могла різко знизитись, чого стало достатньо для боротьби з ефектом збільшення теплового потоку від Сонця.

### Виникнення еукаріот

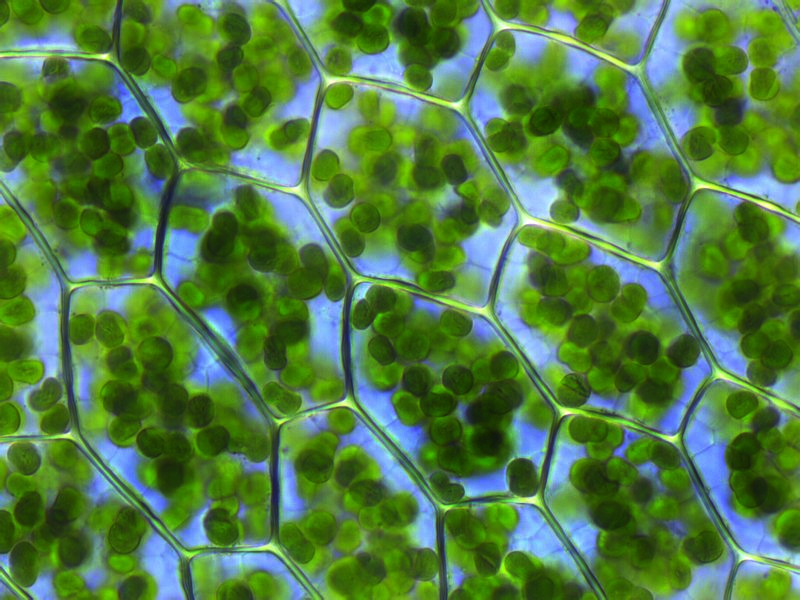
Хлоропласти в клітинах моху

Сучасна систематика класифікує життя трьома доменами. Час виникнення цих доменів є невизначеним. Бактерії, ймовірно, перші відділились від інших форм життя (які іноді називаються Neomura), але це твердження є спірним. Невдовзі після цього, 2 млрд років тому, відбулося розділення Neomura на археї та еукаріоти. Еукаріотичні клітини (еукаріоти) більші та складніші прокаріотичних клітин (бактерій та архей), і походження цієї складності стає відоме лише тепер.
Приблизно в цей самий час з'явилася перша прото-мітохондрія. Бактеріальна клітина, споріднена сучасній Rickettsia, яка внаслідок еволюції набула можливості кисневого метаболізму, увійшла до складу великої прокаріотичної клітини, якій не вистачало цієї можливості. Можливо, більша клітина намагалася переварити меншу, але це не вдалося (напевно, це пов'язано з розвитком захисту в жертви). Менша клітина, можливо, намагалася паразитувати в більшій. У будь-якому випадку, менша клітина вижила в більшій. Використовуючи кисень, вона метаболізує відходи більшої клітини і виробляє більше енергії. Частина цієї надлишкової енергії повертається хазяїну. Менша клітина розмножується всередині більшої. Невдовзі розвинувся стійкий симбіоз між великою і малою клітиною в ній. Згодом клітина-хазяїн набула частини генів меншої клітини, і ці два види стали залежними один від одного: більша клітина не може існувати без енергії, виробленої меншою, а та, в свою чергу, не може вижити без матеріалів, наданих більшою клітиною. Вся клітина тепер вважається єдиним організмом, а малі клітини класифікуються як органели і називаються мітохондріями.
Аналогічний випадок відбувся, коли фотосинтезуюча ціанобактерія проникла у велику гетеротрофну клітину і стала хлоропластом.:60–61:536–539
Ймовірно, внаслідок цих змін лінія клітин, здатних до фотосинтезу, відділилася від інших еукаріот понад 1 млрд років тому. Мабуть, було декілька таких подій включень.
Крім цих усталених ендосимбіотичних теорій клітинного походження мітохондрії та хлоропласту, є теорії, що клітини проникли в пероксисоми, спірохети у війка і джгутикові, і що, можливо, ДНК-віруси проникли в клітинне ядро,, хоча жодна з них не набула широкого визнання.
Археї, бактерії та еукаріоти й далі збільшують свою різноманітність, стають складнішими і ліпше пристосованими до навколишнього середовища. Кожен домен неодноразово розбитий на декілька ліній, однак мало що відомо про історію архей та бактерій. Майже 1,1 млрд років тому сформувався суперконтинент Родинія. Лінії рослин, тварин та грибів розпались, хоча вони ще існували як поодинокі клітини. Деякі з них жили в колоніях, і поступово почало відбуватися «розділення праці», наприклад, периферійні клітини почали виконувати ролі, відмінні від тих, які виконували внутрішні клітини. Хоча різниця між колонією зі спеціалізованими клітинами та багатоклітинним організмом не завжди очевидна, близько 1 млрд років тому з'явилися перші багатоклітинні рослини, ймовірно, зелені водорості. Ймовірно, приблизно 900 млн років тому:488 з'явилися перші багатоклітинні тварини.
Спочатку вони, мабуть, нагадували сучасних губок, які мають тотипотентні клітини, що дають змогу при руйнуванні організму зібрати себе.:483-487 Коли розділення праці у всіх лініях багатоклітинних організмів було завершено, клітини стали більш спеціалізованими і більш залежними одна від одної, ізольована клітина гине.

### Суперконтиненти в протерозої

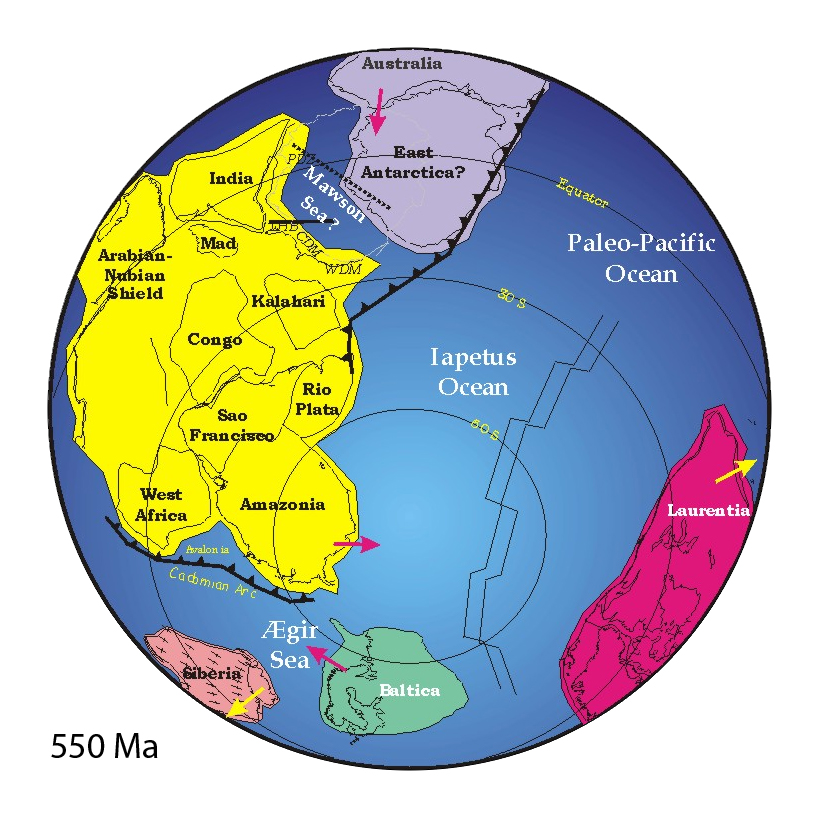
Реконструкція Паннотії (550 млн років тому)

Після того як приблизно в 1960 році була створена теорія тектоніки плит, геологи почали реконструювати рухи й положення континентів у минулому. Це виявилось доволі просто зробити до періоду 250 млн років тому, коли всі континенти були об'єднані в суперконтинент Пангея. При реконструкції більш ранніх епох немає можливості розраховувати на очевидну подібність берегових ліній або вік океанічної кори, але тільки на геологічні спостереження і палеомагнітні дані.:95
Упродовж історії Землі були періоди, коли континентальні маси збиралися разом, щоб сформувати суперконтинент. Після чого суперконтинент розпадався й нові континенти розходилися. Це повторення тектонічних подій називається циклом Уілсона. Що далі назад у часі, то складніше інтерпретувати отримані дані. Принаймні ясно, що приблизно 1000–830 млн років тому більшість континентальних мас була об'єднана в суперконтинент Родинія. Родинія не перший суперконтинент. Він сформувався ~1,0 млрд років тому за рахунок акреції і зіткнення уламків від розпаду старішого суперконтиненту, який називається Нуна або Колумбія, і який сформувався 2,0–1,8 млрд років тому. Це означає, що процес тектоніки плит, аналогічний до теперішнього, ймовірно, був активний і в протерозої.
Після розпаду Родинії ~800 млн років тому, можливо, материки знову об'єдналися ~550 млн років тому. Гіпотетичний суперконтинент іноді називають Паннотія або Вендія. Доказом цього є фаза зіткнення континентів, відома як пан-африканське гороутворення, що об'єднала континентальні маси сучасних Африки, Південної Америки, Антарктиди та Австралії. Вельми ймовірно, однак, що агрегація континентальних мас не була завершена, оскільки континент, який називається Лаврентія (грубо кажучи, сучасна Північна Америка), уже почав розпадатися ~610 млн років тому. Принаймні, можна казати впевнено, що до кінця протерозою основні континентальні маси містилися навколо південного полюсу.

### Клімат та життя пізнього протерозою

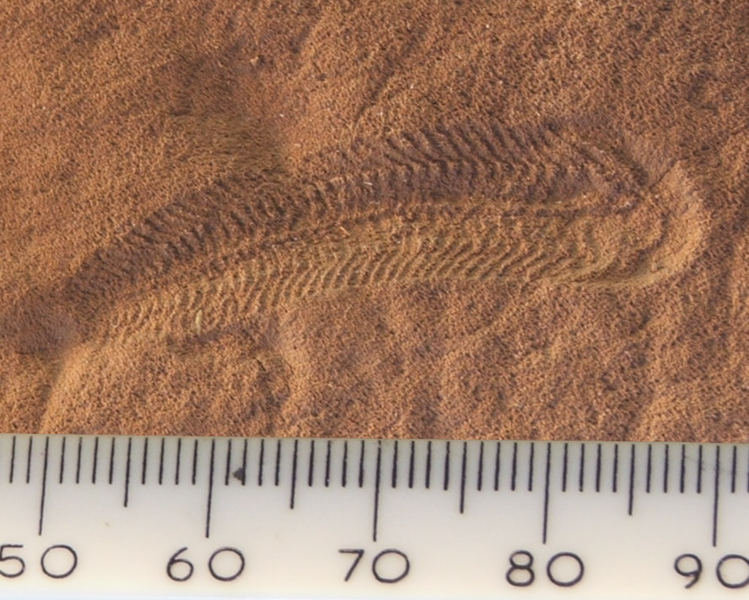
Викопні залишки Spriggina floundensi едіакарського періоду 580 млн років тому. Такі форми життя могли бути предками багатьох нових форм, які виникли в період кембрійського вибуху.

Наприкінці протерозою було принаймні два періоди глобального зледеніння Землі, настільки серйозних, що поверхня океану, можливо, була повністю заморожена. Це сталося приблизно 710 млн і 640 млн років тому, в кріогенії. Ці суворі зледеніння важче пояснити, ніж Землю-сніжку раннього протерозою. Більшість палеокліматологів вважає, що холодні періоди були пов'язані з утворенням суперконтиненту Родинія.
Оскільки Родинія містилася на екваторі, швидкість хімічного вивітрювання збільшується й діоксид вуглецю (CO2) був вилучений з атмосфери. Через те, що CO2 є важливим парниковим газом, клімат охолоджується у всьому світі. Таким же способом, протягом Землі-сніжки більша частина континентальної поверхні була вкрита багаторічною мерзлотою, яка знову знизила хімічне вивітрювання, що привело до кінця зледеніння.
Альтернативна гіпотеза полягає в тому, що достатньо вуглекислого газу було викинуто внаслідок вулканічної діяльності, що призвело до парникового ефекту й підвищення глобальної температури.
Приблизно в той самий час посилилася вулканічна активність внаслідок розпаду Родинії.
За кріогенієм настав едіакарський період, який характеризується швидким розвитком нових багатоклітинних форм життя. Чи є зв'язок між кінцем глобальних льодовикових періодів і збільшенням різноманітності життя — незрозуміло, але цей збіг не видається випадковим. Нові формі життя, що називаються едіакарською біотою, були більшими й різноманітнішими, ніж будь-коли. Попри те, що систематика більшості форм життя едіакарської біоти неясна, деякі з них були предками сучасних видів. Важливою подією стала поява м'язових і нервових клітин. Жодна з едіакарських скам'янілостей не мала твердих частин тіла, таких як скелети. Вперше вони з'явилися на межі між протерозоєм і фанерозоєм або едіакарського і кембрійського періодів.

#### Едіакарська біота
Докладніше: Едіакарська біота
Едіакарська біота або вендська біота — фауна викопних організмів, що населяли Землю в едіакарському періоді (~635—542 млн років тому).
Усі вони мешкали в морі. Більшість з них різко відрізняється від решти відомих нині живих істот і була загадковими, м'якотілими, переважно сидячими організмами, які мали трубчасту (і, як правило, деревоподібну) структуру. За своєю формою вони поділяються на радіально-симетричні (дископодібні, мішкоподібні) і двобічно-симетричні зі зсувом (подібні на матраци, гілки дерев, пір'я).
Для подібних істот запропонований загальний термін «Вендобіонти»; але їх систематичне положення залишається незрозумілим.
На думку багатьох палеонтологів, вони є багатоклітинними тваринами, що відносяться до типів, які повністю вимерли й не залишили потомків. У цьому випадку вони належать до найдавніших знайдених багатоклітинних істот (див. також кембрійський вибух).
З другого боку, деякі з пізніх представників едіакарської біоти (Kimberella, Cloudina) не схожі на інших і, ймовірно, є примітивними молюсками та поліхетами.
Однак ступінь їхньої спорідненості з вендобіонтами невідома.
Усі представники едіакарської біоти виглядають набагато примітивнішими в порівнянні з тваринами наступного, кембрійського періоду; але спроби знайти серед них предків більшості типів кембрійських тварин (членистоногих, хребетних, кишковопорожнинних на ін.) досі не були успішними.
Представники едіакарської біоти з'явилися невдовзі після танення обширних льодовиків наприкінці кріогенію, але стали поширеними лише пізніше, ~580 млн років тому. Вимерли вони майже одночасно з початком кембрійського вибуху, тварини якого, скоріш за все, і витіснили едіакарську біоту. Проте інколи викопні, які нагадують едіакарські, виявляються ще аж до середини кембрію (510—500 млн років тому) — але це, в кращому разі, лише реліктові залишки колись квітучих екосистем.

## Фанерозой
Фанерозой є основним періодом існування життя на Землі. Він складається з трьох епох: палеозою, мезозою і кайнозою. Це час, коли багатоклітинні форми життя значно диверсифікувалися у майже всі нині відомі організми.

### Палеозой
Палеозойська ера (що означає: епоха старих форм життя) була першою і найдовшою ерою фанерозою, яка тривала від 542 млн до 251 млн років. Під час палеозою з'явилося багато сучасних груп живих істот.
Життя колонізувало землю, спочатку рослини, потім тварини. Життя переважно розвивалось повільно. Інколи, однак, відбувається раптова поява нових видів або масові вимирання. Ці сплески еволюції часто зумовлені несподіваними змінами в довкіллі внаслідок стихійних лих, таких як вулканічна діяльність, удари метеоритів або зміна клімату.
Континенти, утворені після розпаду континентів Паннотія та Родинія наприкінці протерозою, знову повільно збираються разом упродовж палеозою. Це в підсумку приведе до фаз гороутворення і створить суперконтинент Пангею наприкінці палеозою.

### Кембрійський вибух

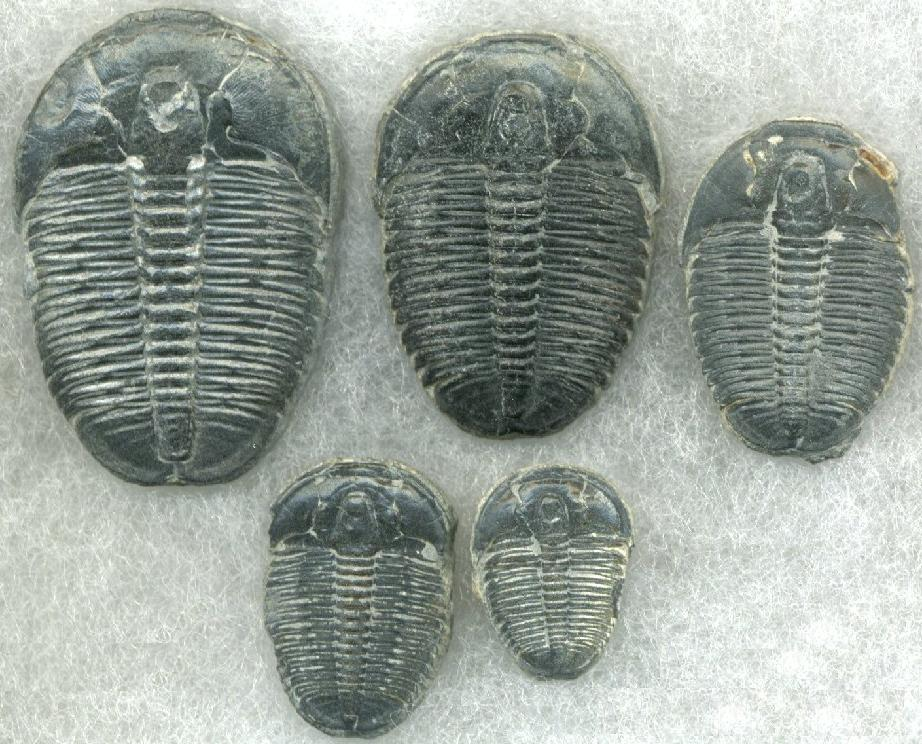
Трилобіти з'явилися під час кембрійського періоду й були одними з найбільш поширених і різноманітних груп палеозойських організмів.

У кембрійському періоді (542—488 млн років) швидкість еволюції життя, зафіксована у викопних рештках, збільшилася. Раптова поява багатьох нових видів, типів, форм у цей період називається кембрійським вибухом. Зростання біологічної різноманітності протягом Кембрійського вибуху було безпрецедентним і не спостерігалося ні до, ні після того часу.:229 Беручи до уваги, що форми едіакарського життя були ще достатньо примітивними й не так піддаються сучасній систематиці, наприкінці кембрію всі сучасні типи вже були присутні. Розвиток твердих частин тіла, таких як черепашки, скелети або екзоскелети в таких тварин, як молюски, голкошкірі, морські лілії та членистоногі (найвідомішою групою членистоногих з нижнього палеозою є трилобіти), зробив збереження і фосилізацію таких форм життя легшими, ніж у їхніх предків у протерозої. У зв'язку з цим відомо набагато більше про життя після кембрію, ніж про давніші періоди. Деякі з цих кембрійських груп можуть видатися складними й істотно відрізняються від сучасного життя, наприклад, Anomalocaris та Haikouichthys.
У кембрії з'явилися перші хребетні тварини, в тому числі й перші риби.:357 Істота, яка могла б бути предком риб, чи, ймовірно, тісно пов'язаною з ним, була пікайя. Вона мала примітивну хорду, структуру, яка могла надалі стати хребтом. Перші риби зі щелепами (щелепні) з'явилися в ордовику. Колонізація нових ніш привела до збільшення розмірів тіл. Таким чином, на початку палеозою з'явилися великі риби, такі як гігантська плакодерма Дунклеостей, яка могла вирости до 7 м у довжину.
Різноманіття форм життя не збільшилось ще сильніше через серію масових вимирань, які визначаються поширеними біостратиграфічними одиницями, що називаються biomeres. Після кожного випадку вимирання шельфові райони були заселені схожими формами життя, які, мабуть, в інших місцях розвивалися не так успішно. До кінця кембрію трилобіти досягли найбільшої різноманітності й домінували майже у всіх викопних комплексах.:34 Границя між кембрієм та ордовиком (наступний період, 488—444 млн років тому) не пов'язана з відомими великими вимираннями.:3

#### Масове пермське вимирання
Масове пермське вимирання — найбільш масове вимирання всіх часів — одне з п'яти масових вимирань, сформувало рубіж, який розділяє такі геологічні періоди, як пермський і тріасовий, і відділяє палеозой від мезозою, приблизно 251,4 млн років тому. Є однією з найбільших катастроф біосфери в історії Землі, яка призвела до вимирання 96 % всіх морських видів та 70 % наземних видів хребетних. Катастрофа стала єдиним відомим масовим вимиранням комах, внаслідок якого вимерло близько 57 % родів та 83 % видів усього класу комах. Зважаючи на втрати такої кількості і різноманітності біологічних видів відновлення біосфери зайняло набагато триваліший період часу в порівнянні з іншими катастрофами, які призводили до вимирань. Моделі, за якими відбувалося вимирання, перебувають у процесі обговорення. Різні наукові школи пропонують від одного до трьох поштовхів вимирання.

#### Палеозойська тектоніка, палеогеографія та клімат

Пангея, суперконтинент, який існував приблизно від 300 до 180 млн років тому. Вказані контури сучасних материків та інших ділянок суші.

В кінці протерозою суперконтинент Паннотія розколовся на декілька менших континентів: Лаврентію, Балтику, Сибір і Гондвану.
У період, коли континенти розсуваються, внаслідок вулканічної активності утворюється більше океанічної кори. Через те, що молода вулканічна кора відносно гаряча і менш щільна, ніж стара океанічна кора, в такі періоди дно океанів підніметься. Це викликає підвищення рівня моря. Таким чином, у першій половині палеозою великі площі континентів були нижче рівня моря. Клімат раннього палеозою був теплішим від сучасного, але наприкінці ордовику відбувся короткий льодовиковий період, протягом якого південний полюс, де лежав величезний континент Гондвана, був покритий льодовиками. Сліди зледеніння в цей період можна знайти тільки на залишках Гондвани.
Під час льодовикового періоду в пізньому ордовику відбулося декілька масових вимирань, в результаті яких численні брахіоподи, трилобіти, мохуватки та корали зникли. Ці морські види, ймовірно, не змогли боротися з пониженням температури морської води. Після їх зникнення з'явилися різноманітніші і краще пристосовані нові види. Вони заповнювали ніші, залишені вимерлими видами.
Між 450 і 400 млн років тому, під час каледонського гороутворення, континенти Лаврентія та Балтика зіткнулись, сформувавши Лавразію (також відому як Євроамерика). Сліди гірських поясів, які виникли внаслідок цього зіткнення, можуть бути знайдені в Скандинавії, Шотландії та на півночі Аппалачів. В девонський період (416—359 млн років) Гондвана та Сибір почали рухатися в бік Лавразії. Зіткнення Сибіру і Лавразії призвело до утворення Уральських гір, зіткнення Гондвани з Лавразією називається варисційською або герцинською складчастістю в Європі та алеганським орогенезом в Північній Америці. Останній етап проходив у кам'яновугільному періоді (359—299 млн років) і призвів до формування останнього суперконтинента Пангеї.

#### Освоєння суші

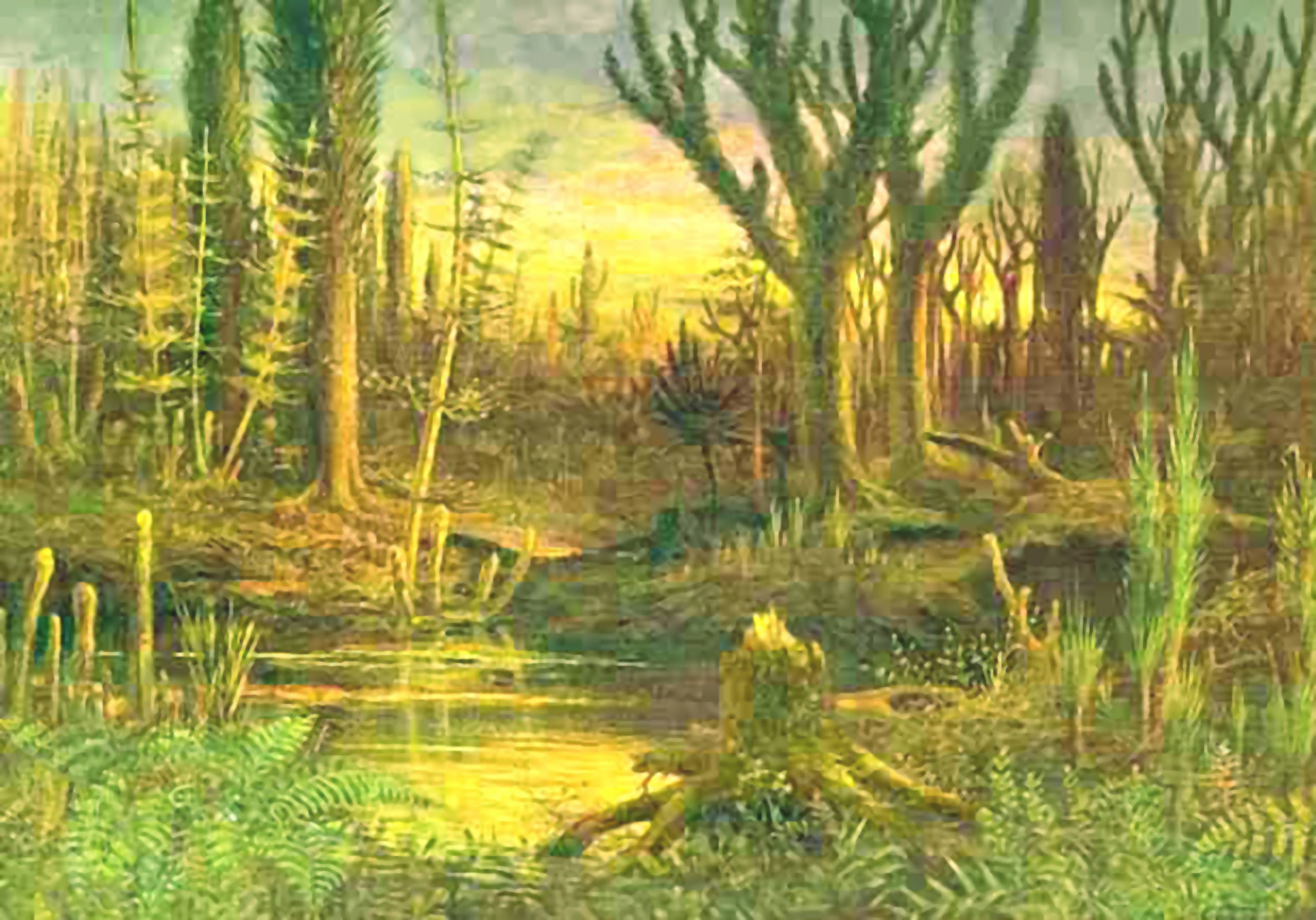
Девонська флора в уяві художника

Накопичення кисню завдяки фотосинтезу призвело до утворення озонового шару, який поглинав більшу частину ультрафіолетового випромінювання Сонця. Таким чином, в одноклітинних організмів, які вийшли на сушу, було менше шансів загинути, і прокаріоти почали розмножуватися і краще пристосувалися до виживання поза водою. Прокаріоти, ймовірно, заселили сушу вже 2,6 млрд років тому ще до появи еукаріот.
Протягом тривалого часу багатоклітинні організми були відсутніми на суші. Приблизно 600 млн років тому формується суперконтинент Паннотія, а потім, через 50 мільйонів років, розпадається. Риби, найбільш ранні хребетні, з'явилися в океанах близько 530 млн років тому.:354 Основні кембрій-ордовицькі рослини (вони, ймовірно, нагадували водорості) і гриби почали рости в прибережних водах, а потім вийшли на сушу.:138–140 Найстарші викопні рештки грибів та рослин на суші датуються 480—460 млн років тому, хоча молекулярні дані свідчать про те, що гриби, можливо, колонізували сушу ще 1000 млн років, а рослини 700 млн років тому. Спочатку вони жили поблизу води. Потім мутації та зміни привели до подальшої колонізації цього нового довкілля. Точно не відомо, коли перші тварини покинули океан: найстаріші, точно доведені, членистоногі з'явилися на суші майже 450 млн років тому, можливо, дедалі більше поширюючись і пристосовуючись, завдяки величезним джерелам продовольства, наданим наземними рослинами.
Існують також непідтверджені свідчення того, що членистоногі, можливо, з'явилися на суші вже 530 млн років тому.

#### Еволюція чотириногих

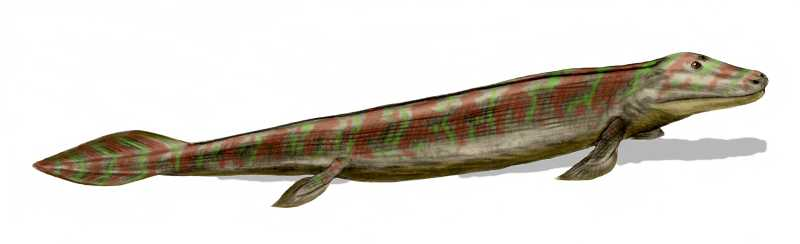
Попередник чотириногих тіктаалік, риба з плавниками, які мають ознаки кінцівок. Реконструкція зі скам'янілостей віком близько 375 млн років.

Наприкінці ордовицького періоду, 443 млн років тому, відбулися нові випадки вимирання, мабуть, пов'язані з льодовиковими періодами. Близько 380—375 млн років тому еволюція риб привела до появи перших чотириногих. Вважається, що плавники перетворилися в кінцівки, що дало змогу першим чотириногим підняти голову з води, щоб дихати повітрям. Це дало їм змогу жити в бідній киснем воді або переслідувати дрібну здобич на мілководді. Пізніше вони, мабуть, почали вибиратись на короткий час на землю. Зрештою деякі з них настільки добре пристосувалися до життя на суші, що почали проводити своє доросле життя на землі, повертаючись у воду лише для того, щоб відкласти яйця. Так з'явилися земноводні. Приблизно 365 млн років тому відбулося ще одне вимирання, мабуть, через глобальне похолодання. У рослин з'явилися насіння, що значно прискорило їхнє поширення по суші в цей час (приблизно 360 млн років тому).
Приблизно 20 мільйонів років потому (340 млн років тому:293–296), з'являються амніотичні яйця, які можуть бути знесені на суші, даючи ембріонам чотириногих більше шансів для виживання. У підсумку відбулося відділення амніот від земноводних. Ще 30 мільйонів років потому (310 млн років тому:254–256) відбулося розділення на синапсидів (включаючи ссавців) і завропсидів (включаючи птахів та рептилій). Інші групи організмів також продовжують розвиватися, з'явилися нові лінії риб, комах, бактерій тощо, але про це відомо набагато менше.

### Мезозой

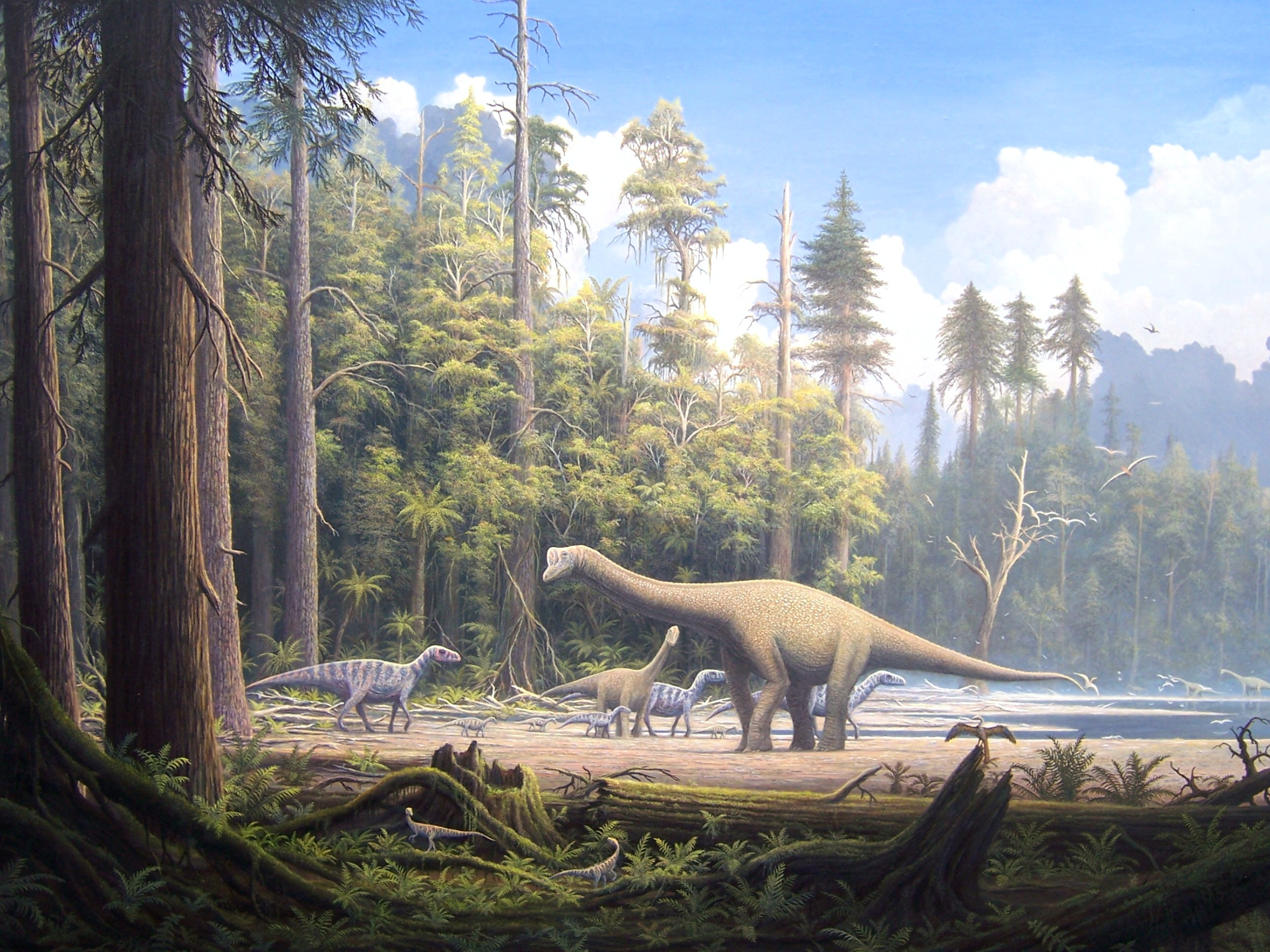
Динозаври були домінуючими наземними хребетними впродовж більшої частини мезозою

Мезозой («середнє життя») тривав від 251 млн до 65,5 млн років. Він поділяється на тріасовий, юрський та крейдовий періоди.
Епоха почалася з пермсько-тріасового вимирання, наймасштабнішого випадку масового вимирання в палеонтологічному літописі, 95 % видів на Землі вимерли, а закінчилася тим, що відбулося крейдово-палеогенове вимирання, яке знищило динозаврів. Пермсько-тріасове вимирання, можливо, було викликане сукупністю виверження сибірських трапів, зіткнення з астероїдом, газифікації гідрату метану, коливання рівня моря, різкого зменшення вмісту кисню в океані. Життя збереглося, і близько 230 млн років тому динозаври відділилися від своїх предків. Тріасово-юрське вимирання 200 млн років тому обійшло динозаврів, і незабаром вони стали домінуючою групою серед хребетних. І хоча в цей період з'явилися перші ссавці, ймовірно, вони були дрібними і примітивними тваринами, які нагадували землерийок:169.
Майже 180 млн років тому Пангея розпалася на Лавразію та Гондвану. Межа між пташиними та непташиними динозаврами незрозуміла, однак археоптерикс, який традиційно вважається одним з перших птахів, жив приблизно 150 млн років тому. Найбільш ранні свідчення появи квіткових (покритонасінних) рослин відносяться до крейдового періоду, близько 20 мільйонів років потому (132 млн років тому). Конкуренція з птахами призвела до вимирання багатьох птерозаврів, і динозаври, ймовірно, були вже в стані занепаду, коли 65 млн років тому, 10-кілометровий астероїд зіткнувся із Землею недалеко від півострова Юкатан, де нині є кратер Чіксулуб. Внаслідок цього зіткнення в атмосферу була викинута величезна кількість твердих частинок і газів, перекривши доступ сонячному світлу і перешкоджаючи фотосинтезу. Більшість великих тварин, в тому числі й динозаври, вимерли, відмічаючи кінець крейдового періоду і мезозойської ери.

#### Динозаври
Динозаври — надряд наземних хребетних тварин, які домінували на Землі в мезозойську еру — протягом понад 160 мільйонів років, починаючи з пізнього тріасового періоду (приблизно 225 млн років тому) до кінця крейдового періоду (близько 65 млн років тому), коли більшість з них почали вимирати на стику крейдового і третинного періодів під час масштабного зникнення тварин і багатьох різновидів рослин протягом відносно короткого геологічного періоду історії. Викопні рештки динозаврів виявлені на всіх континентах планети. В наш час палеонтологами описано понад 500 різних родів і понад 1000 різних видів, які чітко поділяються на дві групи — птахотазових і ящеротазових динозаврів.

#### Тріасове вимирання
Докладніше: Тріасове вимирання
Тріасово-юрське вимирання відмічає границю між тріасовим та юрським періодами 199,6 млн років тому і є одним з найбільших вимирань мезозойської ери, яка глибоко зачепила життя на Землі та в океанах.

#### Крейдово-палеогенове вимирання
Крейдово-палеогенове вимирання — одне з п'яти так званих «великих масових вимирань», на межі крейдового та палеогенового періоду, близько 65 млн років тому. Не існує єдиної точки зору, чи було це вимирання поступовим або раптовим, і це є нині предметом досліджень.
Частиною цього масового вимирання було вимирання динозаврів. Разом з динозаврами вимерли морські рептилії (мозазаври і плезіозаври) та летючі ящери, численні молюски, зокрема амоніти, белемніти та багато дрібних водоростей. Загалом загинуло 16 % сімейств морських тварин (47 % родів морських тварин) і 18 % сімейств сухопутних хребетних.
Однак більша частина рослин і тварин пережила цей період. Наприклад, не вимерли сухопутні плазуни, такі як змії, черепахи, ящірки і водні плазуни, такі як крокодили. Вижили найближчі родичі амонітів — наутилуси, а також птахи, ссавці, корали і наземні рослини.
Ймовірно, що деякі динозаври (трицератопси, тероподи та ін.) існували на заході Північної Америки та в Індії ще декілька мільйонів років на початку палеогену, після їх вимирання в інших місцях.

### Кайнозой
Кайнозойська ера почалася 65,6 млн років тому і поділяється на палеоген, неоген і четвертинний період. Ссавці та птахи змогли вижити під час крейдово-палеогенового вимирання, яке знищило динозаврів та багато інших форм життя, і це епоха, в якій вони розвинулись в їхні сучасні види.

#### Розвиток ссавців
Докладніше: Еволюція ссавців
Ссавці існували з пізнього тріасу, але до крейдово-палеогенового вимирання вони залишалися малими і примітивними. В кайнозої різноманітність ссавців швидко збільшилася, щоб заповнити ніші, залишені динозаврами та іншими вимерлими тваринами. Вони стали домінуючими хребетними тваринами, з'явились численні сучасні види. Через вимирання багатьох морських рептилій деякі ссавці почали жити в океанах, наприклад, китоподібні та ластоногі. Інші стали котячими та псовими, швидкими і спритними сухопутними хижаками. Посушливий глобальний клімат у кайнозої призвів до розширення пасовищ та появи копитних ссавців, таких як коні і порожнисторогі. Інші ссавці пристосувалися до життя на деревах і стали приматами, одна лінія яких приведе до сучасних людей.

#### Еволюція людини

Реконструкція історії людини на основі викопних даних.

Невелика африканська мавпа, яка жила близько 6 млн років тому, була останньою твариною, потомки якої включаттимуть в себе як сучасних людей, так і їхніх найближчих родичів, шимпанзе.:100–101
Тільки дві гілки її сімейного дерева мають потомків, які вижили. Невдовзі після розколу, з причин, які досі не повністю зрозумілі, мавпи з однієї гілки розвинули здатність ходити на задніх кінцівках.:95–99 Розмір мозку швидко збільшився, і близько 2 млн років тому з'явилися перші тварини, віднесені до роду Homo.:300 Звичайно, грань між різними видами і навіть родами дещо довільна, оскільки організми неперервно змінюються протягом поколінь. Приблизно в той самий час інша гілка розкололася на предків шимпанзе і предків бонобо, показуючи, що еволюція продовжується одночасно у всіх формах життя.:100–101
Можливість контролювати вогонь, ймовірно, з'явилася у людини прямоходячої (або у людини працюючої), принаймні 790 тис. років тому, але, можливо, і 1,5 млн років тому.:67 Відкриття і використання контрольованого вогню могло відбутися навіть до людини прямоходячої. Можливо, вогонь почали використовувати на початку верхнього палеоліту (олдувайська культура) гомініди Homo habilis, або навіть австралопітеки, такі як Paranthropus.
Важче встановити походження мови, незрозуміло, чи могла людина прямоходяча говорити, або ж така можливість була відсутня до появи людини розумної.:67 Зі збільшенням розміру мозку, діти почали народжуватися раніше, до того, як їхні голови стануть занадто великими, щоб пройти через таз. В результаті вони проявляють більшу пластичність, і, отже, мають підвищеною здатністю до навчання і їм потрібен триваліший період залежності від батьків. Соціальні навички стали складнішими, мова витонченішою, знаряддя праці продуманішими. Це призвело до подальшої співпраці та інтелектуального розвитку.:7
Сучасні люди (Homo sapiens), мабуть, з'явилися близько 200 тис. років тому або раніше в Африці; найстаріші викопні датуються приблизно 160 тис. років.
Перші люди, які показували ознаки духовності, були неандертальці (як правило, вони класифікуються як окремий вид, який не має потомків, що вижили б). Вони ховали своїх померлих, часто без ознак їжі або знарядь праці.:17 Однак свідчення складніших переконань, такі як наскельні рисунки ранніх кроманьйонців (які, можливо, мають магічне або релігійне значення):17–19 не з'являться раніше 32 тисячоліття до н. е. Кроманьйонці також залишили кам'яні фігурки, такі як Венера Вілендорфська, які також, ймовірно, означають релігійні переконання.:17–19
11 000 років тому людина розумна досягла південного краю Південної Америки, останнього з безлюдних континентів (крім Антарктиди, яка залишалася невідкритою до 1820 року).
Продовжує покращуватись використання інструментів і комунікацій, міжособистісні відносини стали складнішими.

#### Цивілізація
Див. також: Історія Африки, Історія Америки, Історія Антарктики та Історія Євразії
Протягом понад 90 % своєї історії люди жили в маленьких групах як кочівні мисливці та збирачі.:8 З ускладненням мови, з'явилася можливість запам'ятовувати і передавати інформацію з використанням нового засобу: мему. Стало можливим швидко обмінюватися ідеями і передавати їх з покоління в покоління. Культурна еволюція стрімко випереджає біологічну еволюцію, починається історія людства. Між 8500 і 7000 р. до н. е. люди, що жили на території родючого півмісяця на Близькому Сході, почали систематичне розведення рослин і тварин. Виникло сільське господарство. Воно поширилось на сусідні регіони, або самостійно з'явилося в інших місцях, доки більшість homo sapiens не почали вести осілий спосіб життя в постійних поселеннях. Не всі люди відмовились від кочового способу життя, особливо у віддалених районах земної кулі, які зазнавали недостачу культурних видів рослин, таких як Австралія. Однак у тих цивілізаціях, які розвивали сільське господарство, відносна стабільність і підвищення продуктивності, забезпеченої сільським господарством, дали змогу населенню збільшуватися.
Сільське господарство мало великий вплив, люди почали впливати на довкілля як ніколи раніше. Збільшення розділення праці і поява надлишків їжі призвели до виникнення священицького або правлячого класу. Це призвело до виникнення першої земної цивілізації в Шумері на Близькому Сході, між 4000 і 3000 років до н. е.:15 З'явилися цивілізації в Стародавньому Єгипті, в долині річки Інд та в Китаї. З винайденням письма стала можливою поява складних спільнот, сховища рукописів та бібліотеки слугували для збереження знань та підвищення обміну культурною інформацією. Людям більше не доводиться витрачати увесь свій час для боротьби за виживання, допитливість і просвітництво зумовили прагнення до знань та мудрості.
З'явилися різні дисципліни, в тому числі наука (в примітивній формі). З'являються нові цивілізації, які торгують одна з одною, і воюють за території та ресурси. Невдовзі утворилися перші імперії. Приблизно в 500 році до н. е. існували розвинуті цивілізації на Близькому Сході, в Ірані, Індії, Китаї і Греції, які інколи розширювались, але згодом занепадали.:3 Основи західного світу значною мірою визначаються давньою греко-римською культурою. Римська імперія була навернена до християнства імператором Костянтином на початку четвертого століття, а наприкінці п'ятого вона занепала. Починаючи з сьомого століття, почалася християнізація Європи. В 1054 році н. е. Великий розкол між Римською католицькою і Східною православною церквами призвів до появи культурних відмінностей між Західною та Східною Європою.
В чотирнадцятому столітті почалося Відродження в Італії, з досягненнями в області релігії, мистецтва і науки.:317–319 В цей час християнська церква як політична організація втратила більшу частину своєї влади. Європейська цивілізація почала змінюватися на початку 1500-х років, що призвело до наукової та промислової революцій. Європа почала здійснювати політичне і культурне панування над людськими спільнотами по всій планеті, цей час відомий як епоха колоніалізму (див. також Доба великих географічних відкриттів).:295–299 У вісімнадцятому столітті культурний рух, відомий як епоха Просвітництва, сформував менталітет Європи і сприяв його секуляризації. З 1914 по 1918 і 1939 по 1945 роки країни по всьому світу були втягнуті у світові війни. Створена після Першої світової війни Ліга Націй була першим кроком у створенні міжнародних інститутів для вирішення суперечок мирним шляхом. Після невдалої спроби запобігти Другій світовій війні, вона була замінена Організацією Об'єднаних Націй. У 1992 році ряд європейських країн об'єдналися в Європейський Союз. Покращилися транспорт і зв'язок, економіка і політичне життя країн у всьому світі стають дедалі більш взаємопов'язаними. Ця глобалізація часто призводить як до конфліктів, так і до розвитку співпраці.

#### Недавні події

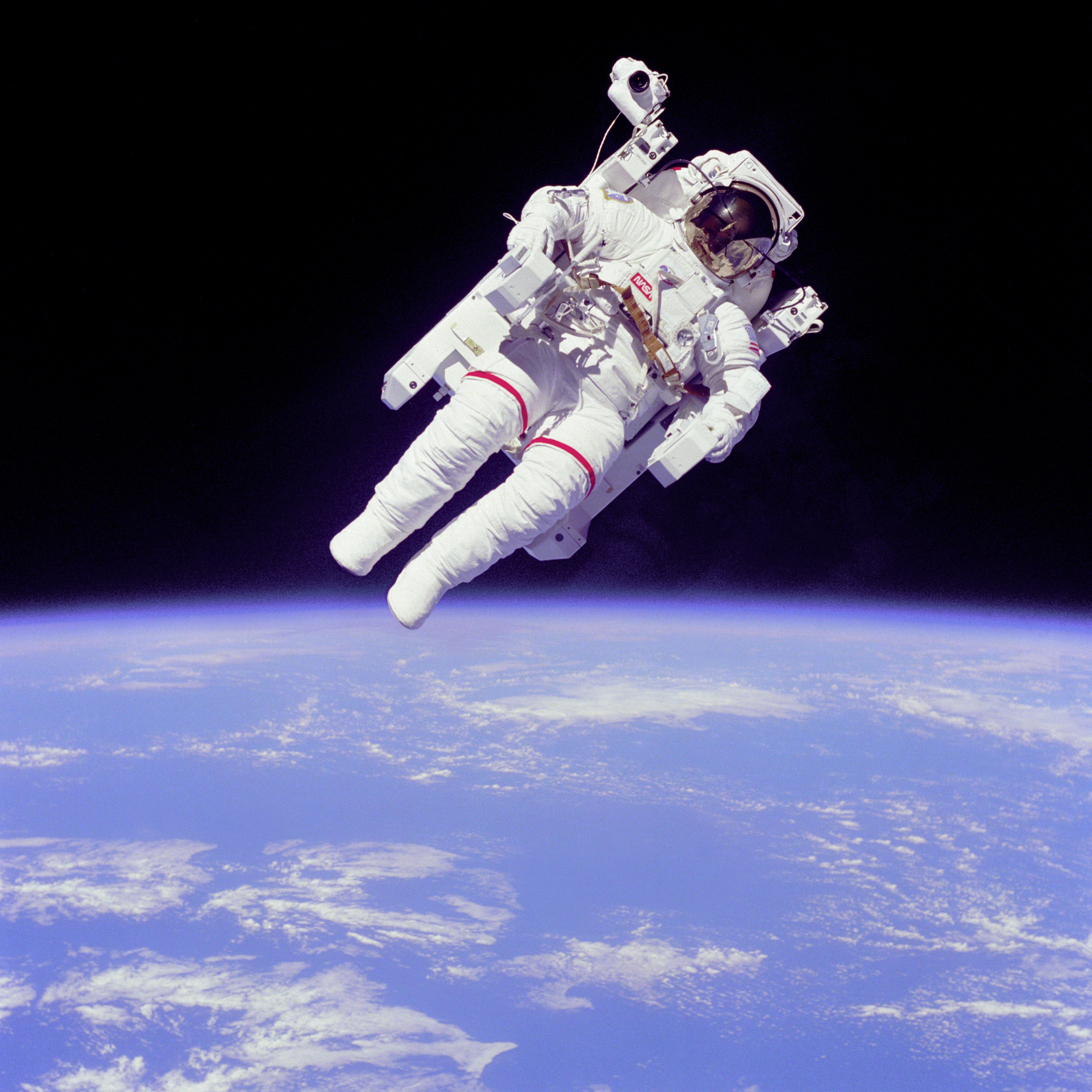
Астронавт Брюс Маккендлес II поза шаттлом Челленджер в 1984 році

Починаючи з середини 1940-х років, і до сьогоднішнього часу швидкими темпами продовжуються зміни. З'явилися такі технологічні розробки, як комп'ютери, ядерна енергія, генна інженерія та нанотехнології. Економічна глобалізація, викликана досягненнями в області комунікаційних та транспортних технологій, вплинула на повсякденне життя у багатьох частинах світу.
Такі культурні та інституційні форми, як демократія, капіталізм та охорона довкілля посилили свій вплив. Основні труднощі та проблеми, такі як хвороби, війни, бідність, насильницький радикалізм, а останнім часом і викликана людством зміна клімату, піднялися зі зростанням населення світу.
СРСР 1957 року запустив перший штучний супутник на орбіту, і невдовзі після цього Юрій Гагарін став першою людиною в космосі. Американець Ніл Армстронг першим ступив на інший астрономічний об'єкт, Місяць. Безпілотні зонди були спрямовані до всіх планет у Сонячній системі, деякі (наприклад, Вояджер) покинули Сонячну систему. Радянський Союз і Сполучені Штати Америки були першими в освоєнні космосу в XX столітті. П'ять космічних агентств, які представляли понад п'ятнадцять країн, працювали разом, щоб побудувати Міжнародну космічну станцію. На її борту безперервно перебувають люди, починаючи з 2000 року. В 1990-ті роки була розроблена World Wide Web і з того часу зарекомендувала себе незамінним джерелом інформації в багатьох країнах світу.